# 中国人民解放军空军第四职工大学
中国人民解放军空军第四职工大学，简称空军第四职工大学，是曾经存在的一所军事成人院校，隶属中国人民解放军空军装备部。

## 历史沿革
- 1979年，创建中国人民解放军第5706工厂“七·二一”大学。
- 1979年，并入，改建空军航空修理职工大学（企业管理系）。
- 1983年，空军航空修理职工大学（企业管理系）分出，升格中国人民解放军空军航空修理第四职工大学。
- 1995年，更名中国人民解放军空军第四职工大学。
- 2005年，学校停止招生。
- 2008年，撤销空军第四职工大学。